# Campeonato de España femenino de voleibol
El Campeonato de España de voleibol femenino fue la competición española más antigua de esta especialidad deportiva hasta su desaparición, sustituida por la Copa de la Reina en 1976. La competición se inició en 1960.

## Palmarés
| Año  | Federación      | Campeón                            | Segundo                     | Tercero                      | Cuarto                         |
| ---- | --------------- | ---------------------------------- | --------------------------- | ---------------------------- | ------------------------------ |
| 1960 | Com. Valenciana | CV San Juan de Énova               | At. Universidad (Madrid)    | Sindicadas de Puebla Larga   | CV Distrito Retiro (Madrid)    |
| 1961 | Com. Valenciana | Sindicadas de Puebla Larga         | Sección Femenina de Madrid  | Siervas de San José (Málaga) | Sección Femenina de Palencia   |
| 1962 | Com. Valenciana | Albalat dels Sorells               | Club Medina de SF (Madrid)  | Magisterio de Lérida         | CV Santo Ángel (Gijón)         |
| 1963 | Madrid          | SEU de Filosofía y Letras (Madrid) | Magisterio de Lérida        | Albalat dels Sorells         |                                |
| 1964 | Madrid          | SEU de Filosofía y Letras (Madrid) | Instituto de Gijón          | Sección Femenina de Soria    | Siervas de San José (Málaga)   |
| 1965 | Asturias        | Club Medina de Gijón               | Club Medina de Zaragoza     | Club Medina de Madrid        | CREFF de Alicante              |
| 1966 | Asturias        | Club Medina de Gijón               |                             |                              | CV Santo Ángel (Gijón)         |
| 1967 | Cataluña        | Club Medina de Barcelona           |                             |                              |                                |
| 1968 | Cataluña        | Club Medina de Barcelona           | Club Medina de Gijón        | At. de Madrid                | CD Hispano Francés (Barcelona) |
| 1969 | Cataluña        | Club Medina de Barcelona           | Club Medina de Madrid       | Club Medina de Gijón         | CV Hogares Mundet (Barcelona)  |
| 1970 | Cataluña        | Club Medina de Barcelona           | Club Medina de Madrid       | Club Medina de Gijón         | CV Hogares Mundet (Barcelona)  |
| 1971 | Cataluña        | Club Medina de Barcelona           | Club Medina de Madrid       | Club Medina de Gijón         | CV Santa Isabel (Barcelona)    |
| 1972 | Madrid          | Club Medina de Madrid              | Club Medina de Gijón        | Club Medina de Barcelona     | Club Medina de Vigo            |
| 1973 | Cataluña        | Club Medina de Barcelona           |                             |                              |                                |
| 1974 | Galicia         | Club Medina de Vigo                | CV Santa Isabel (Barcelona) | Club Medina de Gijón         | CV El Portillo (Cádiz)         |
| 1975 | Madrid          | Club Medina de Madrid              | CD Sniace (Torrelavega)     |                              |                                |
| 1976 | Asturias        | Club Medina de Gijón               | Club Medina de Barcelona    | CD Sniace (Torrelavega)      | Club Medina de Madrid          |

### Equipos más laureados
- 6 títulos:  Club Medina de Barcelona (1967, 1968, 1969, 1970, 1971, 1973).
- 3 títulos:  Club Medina de Gijón (1965, 1966, 1976).
- 2 títulos:  SEU de Filosofía y Letras (Madrid) (1963, 1964), y  Club Medina de Madrid (1972, 1975).
- 1 título:  CV San Juan de Énova (1960),  Sindicadas de Puebla Larga (1961),  CV Albalat dels Sorells (1962) y  Club Medina de Vigo (1974).